# Asperula subsimplex
Asperula subsimplex là một loài thực vật có hoa trong họ Thiến thảo. Loài này được Hook.f. mô tả khoa học đầu tiên năm 1947.